# سقوط (فلم 1993)
سقوط (بالإنجليزية: Falling Down) هو فيلم إثارة وجريمة أمريكي صدر عام 1993 من إخراج جويل شوماخر وكتابة إبي رو سميث. يقوم ببطولته مايكل دوجلاس في دور مهندس صناعة أسلحة سابق مطلق وعاطل عن العمل، يتجول سيرًا على الأقدام عبر مدينة لوس أنجلوس، محاولًا الوصول إلى منزل زوجته السابقة المنفصلة عنه في الوقت المناسب لعيد ميلاد ابنته. يصادف على طول الطريق، سلسلة من المواجهات، التافهة والاستفزازية، تجعله يتفاعل بعنف متزايد ويدلي بملاحظات ساخرة عن الحياة والفقر والاقتصاد.

## قصة الفيلم
يتخلى ويليام فوستر عن سيارته لأن مكيف الهواء الخاص به تعطل بينما كان عالقًا في زحام المرور في يوم حار، ويبدأ السير إلى المنزل عبر لوس أنجلوس، حاملاً حقيبته. يرفض مالك محل بقالة كوري السماح لفوستر بإجراء مكالمة هاتفية، ويبدأ فوستر الصراخ حول إرتفاع الأسعار، بينما يتناول المالك مضرب بيسبول ويطلب من فوستر المغادرة، لكن فوستر يختطف مضرب البيسبول ويدمر الكثير من البضائع قبل المغادرة. يجلس فوستر ليستريح على تلة بعد ذلك بوقت قصير، وأثناء جلوسه يهاجمه إثنين من أفراد عصابة ويهددوه بسكين ويطلبوا حقيبته. يهاجمهم فوستر بالمضرب ويأخذ سكينتهم، وينجح في إصابتهما. يتجول عضوا العصابة في سيارة مع صديقين، في الشوارع للبحث عن فوستر، ويجدونه في كشك هاتف، ويطلقوا النار ويصاب  العديد من المارة لكن ليس فوستر. يفقد السائق السيطرة على سيارته التي تتعطل ويلحق به فوستر حاملًا مسدسًا ويطلق النار عليه، ثم يغادر بحقيبة أسلحة كانت بحوزة العصابة.
يتصل فوستر بـ «المنزل» ويذكر ‘نه يعتزم حضور حفلة عيد ميلاد ابنته أديل وتقديم هدية لها، تقوم زوجته السابقة بيث بإخطار الشرطة لأن لديها أمرًا تقييديًا بإبعاده عنها وعن طفلتها، لإنها تخشى أنه قد يصبح عنيفًا. يقابل فوستر متسولاً ويعطيه الحقيبة التي تحتوي فقط على غدائه. يدخل مطعم للوجبات السريعة، ويطلب الإفطار، لكن المطعم كان إنتهى من الإفطار وبدأ قائمة الغداء، وبعد مشادة مع المدير يطلق النار بطريق الخطأ في السقف، ويحاول طمأنة الموظفين والزبائن الخائفين، ويطلب غداء، لكنه ينزعج عندما لا يبدو البرجر مثل الذي يظهر في القائمة. يغادر، ويحاول الاتصال بيث من كشك الهاتف، ثم يطلق النار على الكابينة ويحولها إلى أشلاء بعد أن أزعجه رجل كان في انتظار استخدام الهاتف. في غضون ذلك، يُجري الرقيب بريندرجاست، الذي كان في آخر يوم له قبل التقاعد، مقابلات مع الشهود في كل مشهد ويدرك أن شخصًا واحدًا هو المسئول عن كل أحداث العنف.
يمر فوستر على أحد البنوك حيث يحتج رجل أسود على رفضهم طلب قرض، ويتبادل الرجل نظرة مع فوستر ويقول «لا تنساني» بينما الشرطة تقتاده بعيدًا. يتوقف فوستر عند متجر ملابس عسكرية مستعملة يمتلكه نازي أبيض لشراء زوج جديد من الأحذية، ويعرض على فوستر قاذفة صواريخ، ويخبره إنها مناسبة لإطلاق النار على مجموعة من الزنوج، وعندما يعبر فوستر عن كراهيته لعنصرية صاحب المتجر، يسحب الرجل مسدسًا ويحاول تقييد يديه، لكن فوستر يطعنه بسكين العصابة، ثم يطلق عليه النار حتى الموت. يغير لباسه وأحذيته ويأخذ قاذفة الصواريخ ويغادر. يلتقي فوستر بطاقم إصلاح الطرق، الذين لا يعملون، ويتهمهم بإجراء إصلاحات غير ضرورية لتبرير ميزانيتهم. يسحب قاذفة الصواريخ، لكنه يكافح لاستخدامها، حتى يشرح له صبي صغير كيف تعمل. يقوم فوستر بطريق الخطأ بإطلاق قاذفة، مما يؤدي إلى تفجير موقع البناء.
يزور الرقيب برندرجاست وشريكه المحقق توريس والدة فوستر التي تخبرهم عن سلوك فوستر غير المستقر. تتفاجأ عندما تعرف أن فوستر فقد وظيفته منذ شهر وتتساءل أين كان يذهب كل يوم. يدرك برندرجاست وتوريس أن فوستر متوجه نحو منزل عائلته السابقة، ويسارعون لإعتراضه. يصل فيه فوستر إلى منزل بيث، ولكنها قد فرت بالفعل قبل دقائق مع أديل. يجلس فوستر في منزله القديم، ويشاهد مقطع فيديو عائليًا لعيد ميلاد سابق لابنته. يدرك أنهم ربما ذهبوا إلى رصيف الميناء القريب، لكن برندرجاست وتوريس يصلوا قبل أن يتمكن من ملاحقتهم، ويطلق فوستر النار على توريس ويهرب. في نهاية الرصيف، يواجه فوستر زوجته السابقة وابنته، التي تسعد برؤيته لكن زوجته السابقة خائفة. يصل برندرجاست ويقر بشكاوى فوستر حول تعرضه لسوء المعاملة من قبل المجتمع، لكنه لا يقبل ذلك كذريعة لهيجانه. تشتت بيث إنتباه فوستر، وتدفع بيث بندقية فوستر بعيدًا بينما يسحب برندرجاست مسدسه، ويصر على أن يستسلم فوستر، ويرفض فوستر، مدعيًا أن لديه مسدسًا آخر، ويقترح تبادل لإطلاق النار بينهما، ويقوم بسحب مسدس الماء، ويخدع برندرجاست لإطلاق النار عليه. ينتهي الفيلم بقرار برندرجاست تأجيل التقاعد، وشريط فيلم عيد ميلاد ابنة فوستر مازال مستمرًا في العرض.

## طاقم التمثيل
مايكل دوجلاس: في دور وليام «دي فنس» فوستر
روبرت دوفال: في دور الرقيب مارتن برندرجاست
باربرا هيرشي: في دور بيث تريفينيو
راشيل تيكوتين: في دور مفتشة الشرطة ساندرا توريس
اتيوزداي ويلد: في دور أماندا برندرجاست
فريدريك فورست: في دور نيك
لويس سميث: في دور والدة فوستر
جوي هوب سينجر: في دور أديل فوستر تريفينيو
مايكل بول تشان: في دور السيد لي
ريمون جيه باري: في دور النقيب ويليام ياردلي
دي دبليو موفيت: في دور مفتش الشرطة ليديكر
ستيف بارك: في دور المحقق بريان
كارينا اروايف: في دور انجي
برنت هينكلي: في دور ريك
ديدي فايفر: في دور شيلا فولسوم
فوندي كورتيس هول: في دور رجل
جيمس موريسون: في دور رجل بناء

## استقبال الفيلم
حقق الفيلم 40.9 مليون دولار مقابل ميزانية قدرها 25 مليون دولار. إحتل المركز الأول في إجمالي شباك التذاكر المحلي في الولايات المتحدة في أول أسبوعين من إطلاقه 26 فبراير و7مارس 1993.
حصل الفيلم على تقييم 73% على موقع الطماطم الفاسدة بناء على تعليق 55 ناقدًا، وحصل على تقييم 56% على موقع ميتاكريتك، ومنحت شركة سينماسكور درجة (B) على مقياس من (+A) إلى (F). كتب فينسينت كانبي  من صحيفة نيويورك تايمز: "الفيلم الأمريكي التجاري الأكثر إثارة للاهتمام والشامل لهذا العام حتى الآن، والذي سيعمل مثل اختبار رورشاخ (اختبار لشخص لتحليله نفسيًا) لفضح أسرار أولئك الذين يشاهدونه." كتب فيليب توماس في المجلة السينمائية البريطانية الشهرية "إمباير": "في حين أن أخلاق وأساليب بطل الفيلم مشكوك فيها، ولكن أداء مايكل دوجلاس يجعل الفيلم لا يُنسى"، وكتب جيمس بيراردينيلي: "الفيلم مليء بالفكاهة يمكن تصنيفها على أنها" كوميديا سوداء". يصف جون تروبي الفيلم بأنه" قصة معادية للأوديسا حول كذبة الحلم الأمريكي ". كتب روجر إيبرت: "سيجده البعض عنصريًا لأن أهداف بطل الفيلم هم أمريكيون من أصل أفريقي ولاتيني وكوري، مع وضع القليل من الأمريكيين لتحقيق التوازن. كلا النهجين يمثلان قراءة سهلة للفيلم، وهو في الواقع عن حزن كبير يتحول إلى جنون، ويمكن أن يصيب أي شخص قيل له، بعد سنوات عديدة من العمل الشاق، أنه غير ضروري وغير ذي نفع ... الأمر المذهل بشأن شخصية دوغلاس، هو جوهر الحزن في روحه. نعم، بحلول الوقت الذي قابلناه فيه، كان قد تجاوز الحافة. لكن ليس هناك إبتهاج في هيجانه، ويبدو أنه مرهق ومربك، وفي أفعاله يتابع دون وعي النصوص التي ربما يكون قد تعلمها من الأفلام أو في الأخبار، حيث يخرج غير الأسوياء المحبطين غضبهم على المارة الأبرياء."

## الجوائز
مهرجان كان السينمائي 1993: رشح لجائزة السعفة الذهبية (المخرج: جويل شوماخر)
جائزة إدجار 1994: أفضل سيناريو (الكاتب: إبي رو سميث)

## وصلات خارجية
مقالات تستعمل روابط فنية بلا صلة مع ويكي بيانات